# Signed, Sealed, Delivered I'm Yours (Blue)
Signed, Sealed, Delivered I'm Yours è un singolo del gruppo musicale britannico Blue con Stevie Wonder & Angie Stone, pubblicato il 30 dicembre 2003 come estratto dall'album Guilty.

## Descrizione
La title track è una cover del brano omonimo di Stevie Wonder, realizzata dal gruppo con la collaborazione dello stesso Wonder e di Angie Stone.

## Tracce
CD Europa
1. Signed, Sealed, Delivered I'm Yours – 3:33
2. 4 Play – 3:22
3. Guilty (Demo Version) – 3:25

Durata totale: 10:20
CD Europa
1. Signed, Sealed, Delivered I'm Yours – 3:33
2. 4 Play – 3:22
3. Guilty (Demo Version) – 3:25
4. Signed, Sealed, Delivered I'm Yours/The Video & Photo Gallery (Enhanced) – 3:33

Durata totale: 13:53
CD Europa
1. Signed, Sealed, Delivered I'm Yours – 3:33
2. One Love (Original Demo) – 3:25

Durata totale: 6:58
CD Europa, GB
1. Signed, Sealed, Delivered I'm Yours – 3:33
2. 4 Play – 3:22

Durata totale: 6:55
CD Australia
1. Signed, Sealed, Delivered I'm Yours – 3:33
2. Guilty (Original Demo) – 3:44
3. Rock The Night – 3:21
4. Back It Up – 3:29
5. Guilty (Video) – 3:50

Durata totale: 17:57
CD Giappone
1. The Gift – 4:57
2. Signed, Sealed, Delivered I'm Yours (Original Demo) – 3:34
3. 4 Play – 3:24
4. Guilty (Original Demo) – 3:29

Durata totale: 15:24
CD demo Europa
1. Signed, Sealed, Delivered I'm Yours – 3:39